# Sekirača
Sekirača (en serbe cyrillique : Секирача) est un village de Serbie situé dans la municipalité de Kuršumlija, district de Toplica. Au recensement de 2011, il comptait 23 habitants.

## Démographie
| 1948 | 1953 | 1961 | 1971 | 1981 | 1991 | 2002 | 2011 |
| ---- | ---- | ---- | ---- | ---- | ---- | ---- | ---- |
| 199  | 229  | 178  | 127  | 83   | 52   | 29   | 23   |

|  |